# Dschuma-Dschami-Moschee (Jewpatorija)

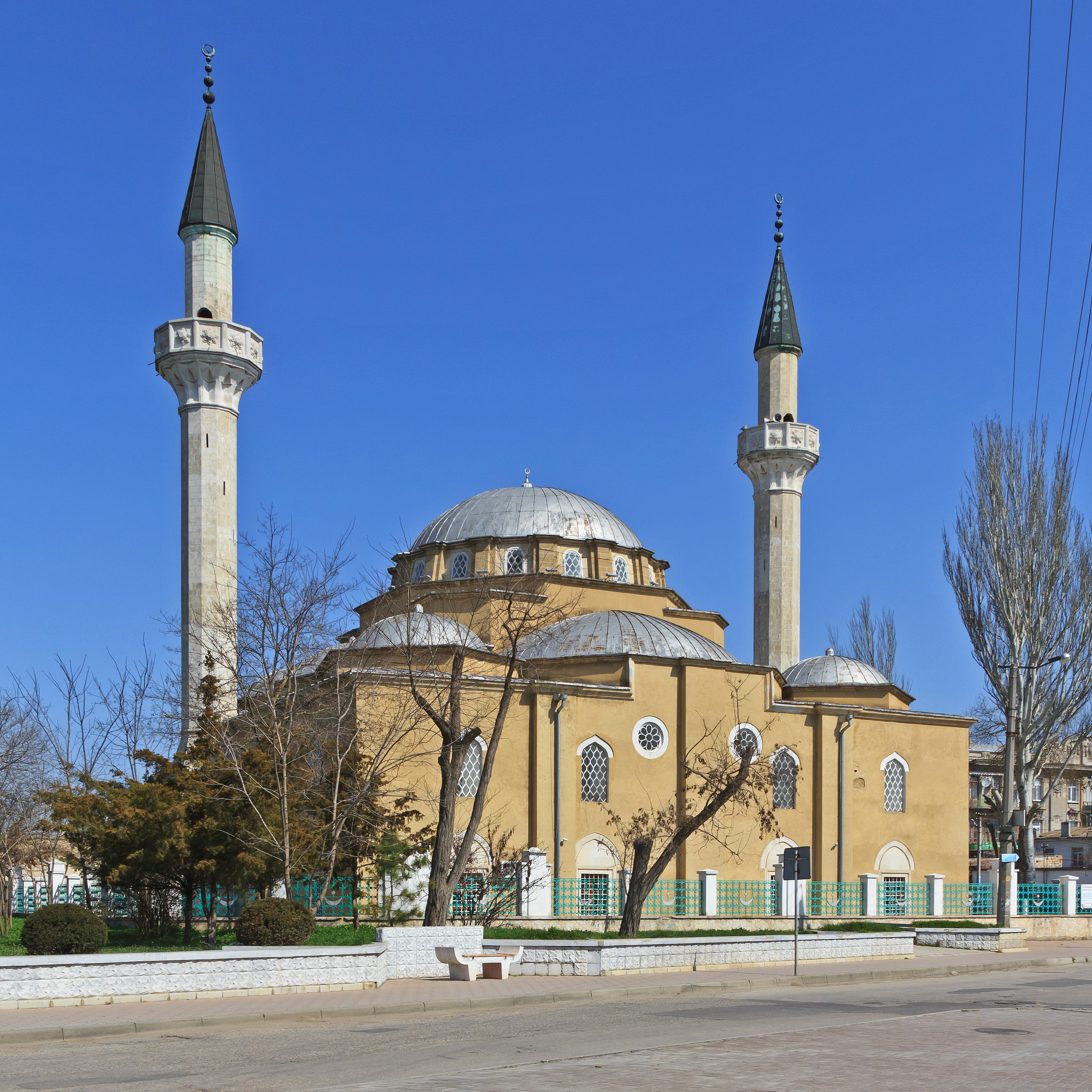
Dschuma-Dschami-Moschee in Jewpatorija (2014)

Die Dschuma-Dschami-Moschee (ukrainisch Мечеть Джума-Джамі Metschet Dschuma-Dschami) oder Freitagsmoschee (krimtatarisch Cuma Cami) ist eine Moschee in Jewpatorija auf der Halbinsel Krim.
Sie wurde im 16. Jahrhundert unter der Herrschaft von Devlet I. Giray nach Entwurf des türkischen Architekten Sinan erbaut. Die Errichtung zog sich eine lange Zeit hin, und heute gilt die Dschuma-Dschami-Moschee als die größte und prachtvollste Moschee auf der Halbinsel.
In den Jahren 1834 und 1869 fanden Renovierungsarbeiten an der Moschee statt. Unter Stalin wurde die Moschee in ein Regionalmuseum umgewandelt und bis 1932 originalgetreu restauriert. Nach dem Zweiten Weltkrieg jedoch wurde sie bis 1962 dem Verfall überlassen. 2011 wurde die Moschee für den sunnitisch-islamischen Glauben umgewidmet.